# Сасоферато
Сасоферато (на италиански: Sassoferrato) e град и община в провинция Анкона, регион Марке в Централна Италия. Има 7744 жители (31 октомври 2009).
През древността се казва Сентинум (Sentinum).
Намирал се на Виа Фламиниа. През 295 пр.н.е. при града се провежда Битка при Сентинум между римляни и самнити и гали. Градът през 5 век е превзет от Аларих I и напуснат от жителите му.